# La Salle-Prunet
Pour les articles homonymes, voir La Salle et Prunet.
La Salle-Prunet est une ancienne commune française, située dans le département de la Lozère en région Occitanie, devenue, le 1er janvier 2016, une commune déléguée de la commune nouvelle de Florac Trois Rivières. Ses habitants sont appelés les Salle-Prunetais.

## Géographie

### Localisation
Située à l'est de Florac et à l'ouest du mont Lozère.

### Communes limitrophes
|                                | Bédouès-Cocurès  |                                    |
| Florac (Florac Trois Rivières) | La Salle-Prunet  | Pont de Montvert - Sud Mont Lozère |
|                                | Cans et Cévennes |                                    |

### Hydrographie
La Mimente arrose la commune.

## Politique et administration
| Période | Période | Identité     | Étiquette | Qualité |
| ------- | ------- | ------------ | --------- | ------- |
| 2001    | 2005    | René Grasset |           |         |
| 2005    | 2010    | René Grasset |           |         |
| 2010    | 2015    | ?            |           |         |

## Démographie
L'évolution du nombre d'habitants est connue à travers les recensements de la population effectués dans la commune depuis 1793. À partir du 1er janvier 2009, les populations légales des communes sont publiées annuellement dans le cadre d'un recensement qui repose désormais sur une collecte d'information annuelle, concernant successivement tous les territoires communaux au cours d'une période de cinq ans. 
Pour les communes de moins de 10 000 habitants, une enquête de recensement portant sur toute la population est réalisée tous les cinq ans, les populations légales des années intermédiaires étant quant à elles estimées par interpolation ou extrapolation. Pour la commune, le premier recensement exhaustif entrant dans le cadre du nouveau dispositif a été réalisé en 2004,.
En 2013, la commune comptait 180 habitants, en évolution de +11,8 % par rapport à 2008 (Lozère : −1,04 %, France hors Mayotte : +2,49 %).
| 1793 | 1800 | 1806 | 1821 | 1831 | 1836 | 1841 | 1846 | 1851 |
| ---- | ---- | ---- | ---- | ---- | ---- | ---- | ---- | ---- |
| 450  | 495  | 486  | 500  | 536  | 515  | 506  | 501  | 460  |

| 1856 | 1861 | 1866 | 1872 | 1876 | 1881 | 1886 | 1891 | 1896 |
| ---- | ---- | ---- | ---- | ---- | ---- | ---- | ---- | ---- |
| 555  | 491  | 502  | 465  | 428  | 409  | 404  | 390  | 384  |

| 1901 | 1906 | 1911 | 1921 | 1926 | 1931 | 1936 | 1946 | 1954 |
| ---- | ---- | ---- | ---- | ---- | ---- | ---- | ---- | ---- |
| 365  | 372  | 324  | 286  | 278  | 259  | 225  | 202  | 178  |

| 1962 | 1968 | 1975 | 1982 | 1990 | 1999 | 2004 | 2009 | 2013 |
| ---- | ---- | ---- | ---- | ---- | ---- | ---- | ---- | ---- |
| 164  | 167  | 132  | 136  | 115  | 129  | 134  | 173  | 180  |

## Culture locale et patrimoine

### Personnalités liées à la commune
- Marthe Boissier, qui a écrit et publié des recueils de poésie au XXe siècle, est native de la Salle-Prunet ;
- Lionnel Astier y a passé une grande partie de son enfance.

### Héraldique
| Blason de La Salle-Prunet | Blason  | De pourpre à un château d'argent maçonné de sable et surmonté d'un dolmen d'argent. |
| Blason de La Salle-Prunet | Détails | Le château évoque celui de Montvaillant (résidence des évêques de Mende) et celui de Pierrefort, aujourd'hui en ruines. Le pourpre représente les prunes évoquant le nom du village. Enfin, le dolmen est celui du Frayssé. Adopté en juin 2001. |